# Duparquetia orchidacea
Duparquetia orchidacea ist die einzige Art der Pflanzengattung Duparquetia und der Unterfamilie Duparquetioideae innerhalb der Familie der Hülsenfrüchtler (Fabaceae). Sie ist vom tropischen West- bis Zentralafrika verbreitet.

## Beschreibung

### Vegetative Merkmale
Duparquetia orchidacea ist eine verholzende Pflanze, die kletternd als Liane bis ins Kronendach wachsen kann. Bei manchen Autoren wird diese Art als kletternder Strauch bis kleiner Baum bezeichnet, der Wuchshöhen von 2 bis 6 Metern erreicht. Auf den zylindrischen Zweigen sind Lentizellen vorhanden, ihre Rinde ist anfangs behaart und verkahlt später. Duparquetia orchidacea ist nicht bewehrt. Es sind keine extraflorale Nektarien vorhanden. Die Stämme sind an der Basis geschwollen.
Die wechselständig und spiralig angeordneten Laubblätter sind in Blattstiel sowie -spreite gegliedert. Die neben dem Blattstiel stehenden zwei freien Nebenblätter sind bei einer Länge von etwa 8 Millimetern sowie einer Breite von etwa 3 Millimetern schmal-dreieckig mit zugespitztem oberen Ende und fallen früh ab. Blattstiel und Blattrhachis sind insgesamt 9 bis 17 Zentimeter lang. Es sind Pulvini (Blattkissen, also verdickte Stellen) vorhanden, die als Gelenke fungieren. Die Laubblätter sind anfangs wollig behaart und verkahlen später. Die Blattspreite ist unpaarig gefiedert. Es sind keine Nebenblättchen (Stipeln) vorhanden. An der Blattrhachis sind fünf bis sieben, selten bis zu neun Fiederblättern gegenständig bis fast gegenständig angeordnet. Die Stielchen der Fiederblätter sind etwa 5 Millimeter lang. Die ledrigen Fiederblätter sind bei einer Länge von meist 9 bis 15 (6 bis 17) Zentimetern sowie einer Breite von 4 bis 6, selten bis zu 12 Zentimetern relativ groß und eiförmig, verkehrt-eiförmig bis elliptisch mit gerundeter oder spitzer Basis und spitzem oberen Ende, das in einer Träufelspitze endet. Der Blattrand ist ganz. Die glänzenden und grünen Fiederblätter sind anfangs wollig behaart und später verkahlend.

### Generative Merkmale
Die endständigen, aufrechten, traubigen Blütenstände bestehen aus zwei traubigen Teilblütenständen enthalten 10 bis 30 Blüten. Die Blütenstandsrhachis ist 8 bis 20 oder 15 bis 30 Zentimeter lang und dicht rostfarben wollig behaart. Unter jeder Blüte befindet sich ein Tragblatt. Die zwei seitlichen Deckblätter sind mit einer Länge von 2 bis 3 Millimetern sowie einer Breite von 1 bis 1,5 Millimetern relativ klein und dreieckig. Die Deckblätter umhüllen die Blütenknospe nicht und fallen früh ab; ihr Indument ist dem der Blütenstandsachse ähnlich. Der Blütenstiel ist nur 3 bis 5 oder 5 bis 10 Millimeter lang und rostfarben behaart.
Die Blütenknospen sind etwa 1,5 Zentimeter lang und rostfarben samtig behaart. Die zwittrigen Blüten sind deutlich zygomorph mit doppelter Blütenhülle. Es ist kein Blütenbecher (Hypanthium) vorhanden. Von den vier ungleichen Kelchblättern ist das obere sowie untere bei einer Länge von 17 bis 30 Millimetern sowie einer Breite von 10 bis 20 Millimetern eiförmig sowie kappenförmig und kelchblattartig und die beiden seitlichen kronblattartig sowie länglich und weiß oder hell-rosafarben. Das untere Kelchblatt ist größer und umhüllt die Blütenknospe; ihre Außenseite ist ähnlich behaart wie die Blütenstandsachse. Das obere Kelchblatt ist nur dort rostfarben behaart, wo es nicht vom unteren Kelchblatt bedeckt ist; der abgedeckte Bereich ist weiß. Diese beiden Kelchblätter sind innen kahl und weiß oder hell-rosafarben. Die beiden seitlichen Kelchblätter sind verschieden; das eine ist bei einer Länge von 23 bis 25 Millimetern sowie einer Breite von 19 bis 20 Millimetern eiförmig mit einer schwach gelappten Basis und einem spitzem oberen Ende; das andere ist bei einer Länge von 23 bis 25 Millimetern sowie einer Breite von 12 bis 14 Millimetern deutlich zweilappig, wobei ein Lappen eiförmig mit einem spitzem oberen Ende ist und der andere verkehrt-eiförmig. Von den fünf Kronblättern sind das obere und die beiden seitlichen bei einer Länge von 19 bis 20 Millimetern sowie einer Breite von 6 bis 7 Millimetern eiförmig mit spitzem oberen Ende und deutlich erkennbarer roter Nervatur und die anderen unteren beiden sind reduziert und bei einer Länge von 10 bis 11 Millimetern sowie einer Breite von 2 bis 3 Millimetern riemenförmig länglich mit gerundetem oberen Ende. Alle fünf Kronblätter sind meist tief-rot oder selten weiß bis hellrosafarben wie die Kelchblätter. Der Rand oder nur entlang der Basis aller fünf Kronblätter besitzt gestielte Drüsenzellen.
Es ist nur der äußere Kreis mit nur vier fruchtbaren (fertilen) Staubblättern vorhanden. Ihre freien, kurzen Staubfäden sind 3 bis 4 Millimeter lang. Die basifixen Staubbeutel sind bei einer Länge von 15 bis 17 Millimetern sowie einer Breite von 3 bis 4 Millimetern länglich mit langen, bespitzten Anhänseln. Die Theken öffnen mit einem kurzen, poriziden Längsschlitz an ihrem obern Ende. Die Staubbeutel sind oberhalb ihrer fruchtbaren Zone zu einem gekrümmten Synandrium vereinigt, die Anhängsel bleiben frei. Selten bleibt ein seitlicher Staubbeutel frei. Das kurz gestielte einzige Fruchtblatt ist oberständig und länglich mit vier Leisten entlang seiner ganzen Länge. Jedes Fruchtblatt enthält zwei bis fünf Samenanlagen. Der gebogene Griffel endet in einer roten Narbe.
Die Pollenkörner werden als Monaden ausgebreitet und sind asymmetrisch mit einer äquatorial-einkreisenden Ektoapertur und mit zwei äquatorialen Endoaperturen.
Die holzige und vierkantige, kurz geflügelte Hülsenfrucht ist bei einer Länge von 6 bis 15 Zentimetern sowie einer Breite von 1,5 bis 4 Zentimetern länglich-linealisch bis länglich mit spitzem oberen Ende.  Die bei Reife dunkel-rote Hülsenfrucht öffnet sich mit sich spiralig aufgewickelnden Fruchtklappen und zwei bis fünf Samen. Die schwarzen Samen sind bei einer Länge von etwa 3 Zentimetern sowie einem Durchmesser von etwa 2 Zentimetern länglich bis eiförmig. Das Hilum ist weiß. Die braune Samenschale (Testa) ist dick. Der Embryo ist gerade.
Die Chromosomenzahl ist 2017 noch nicht bekannt.

## Ökologie
Duparquetia orchidacea wächst meist als Liane in der sie umgebenden Vegetation bis ins Kronendach des Waldes. Anders als bei den meisten Hülsenfrüchtlern sind keine Wurzelknöllchen, also keine Symbiose mit stickstofffixierenden Bakterien (Rhizobien), vorhanden.
Da sich die Staubbeutel am oberen Ende mit schlitzförmigen Poren öffnen und die Blüten keinen Nektar zur Verfügung stellen vermuten Prenner et al., dass die Bestäubung durch größere pollensammelnde, Xylocopa-ähnliche, Bienen durch Buzz-Bestäubung erfolgt, dabei erzeugt das Insekt einen summenden Ton, durch den der Pollen durch die Theken-Öffnungen austritt und auf dem Insekt verteilt wird.

## Vorkommen und Gefährdung
Duparquetia orchidacea ist vom tropischen West- bis Zentralafrika verbreitet. Es gibt Fundortangaben für die angolanische Exklave Provinz Cabinda, die Elfenbeinküste, Kamerun, Gabun, Ghana, Liberia, Nigeria, die Republik Kongo und die Demokratische Republik Kongo. Duparquetia orchidacea gedeiht als Liane in feuchten tropischen Wäldern. Sie wird der Roten Liste der gefährdeten Arten der IUCN 2018 als LC = „Least Concern“ = „nicht gefährdet“ bewertet, da Duparquetia orchidacea ein weites Verbreitungsgebiet besitzt mit jeweils relativ großen, stabilen Beständen.

## Systematik
Die Erstbeschreibung erfolgte im Oktober 1865 unter dem Namen Duparquetia orchidacea durch Henri Ernest Baillon in Adansonia, Band 6, S. 189, Tafel 4; dabei wurde die Gattung Duparquetia aufgestellt. Der Gattungsname Duparquetia ehrt den französischen Missionar und Botaniker Victor Aubert Duparquet (1830–1888), der sich im Afrika des 19. Jahrhunderts als Pflanzensammler betätigte. Ein Synonym für Duparquetia Baill. ist Oligostemon Benth. und ein Synonym für Duparquetia orchidacea Baill. ist Oligostemon pictus Benth.; dieser Art- und Gattungsname wurde nur kurz nach der gültigen Erstbeschreibung von Baillon im November 1865 durch George Bentham veröffentlicht.
Die Gattung Duparquetia war in einer eigenen Subtribus Duparquetiinae in die Tribus Cassieae eingeordnet. Die morphologischen Abweichungen sind allerdings so groß, dass sie in eine eigene Unterfamilie gestellt wird. Die Unterfamilie Duparquetioideae Azani et al. (Syn.: Subtribus Duparquetiinae H.S.Irwin & Barneby) wurde 2017 durch die Legume Phylogeny Working Group = LPWG in A new subfamily classification of the Leguminosae based on a taxonomically comprehensive phylogeny. In: Taxon, Volume 66, Issue 1, S. 69 aufgestellt und enthält nur eine monotypische Gattung.
Unterfamilie Duparquetioideae: Es gibt nur eine Gattung:
- Duparquetia Baill.: Es gibt nur eine Art:
  - Duparquetia orchidacea Baill.

Die phylogenetischen Analysen zeigen, dass diese Art/Gattung zu keiner der Verwandtschaftsgruppen der Familie Fabaceae näher verwandt ist, deshalb wurde für sie eine eigene Unterfamilie Duparquetioideae aufgestellt. Die Unterfamilie Duparquetioideae ist die Schwestergruppe der Klade in der die Unterfamilien Papilioinoideae, Caesalpinioideae und Dialiodeae zusammen stehen.

## Nutzung
An den Naturstandorten werden Pflanzenteile von Duparquetia orchidacea gesammelt. Lokal wird der Saft aus den Sprossachsen getrunken.
Die Fasern von Duparquetia orchidacea werden verwendet. Wegen der auffälligen rosafarbenen bis weißen Blüten könnte es sein, dass sich eine Verwendung als Zierpflanze lohnen würde.
Von Verwendung in der Volksmedizin gibt es Berichte. Besonders die Borke wird verwendet bei der Behandlung von Wassersucht, Schwellungen, Ödemen und Gicht.